# Hylaea (djur)
Hylaea är ett släkte av fjärilar som beskrevs av Jacob Hübner 1822. Hylaea ingår i familjen mätare.

## Bildgalleri

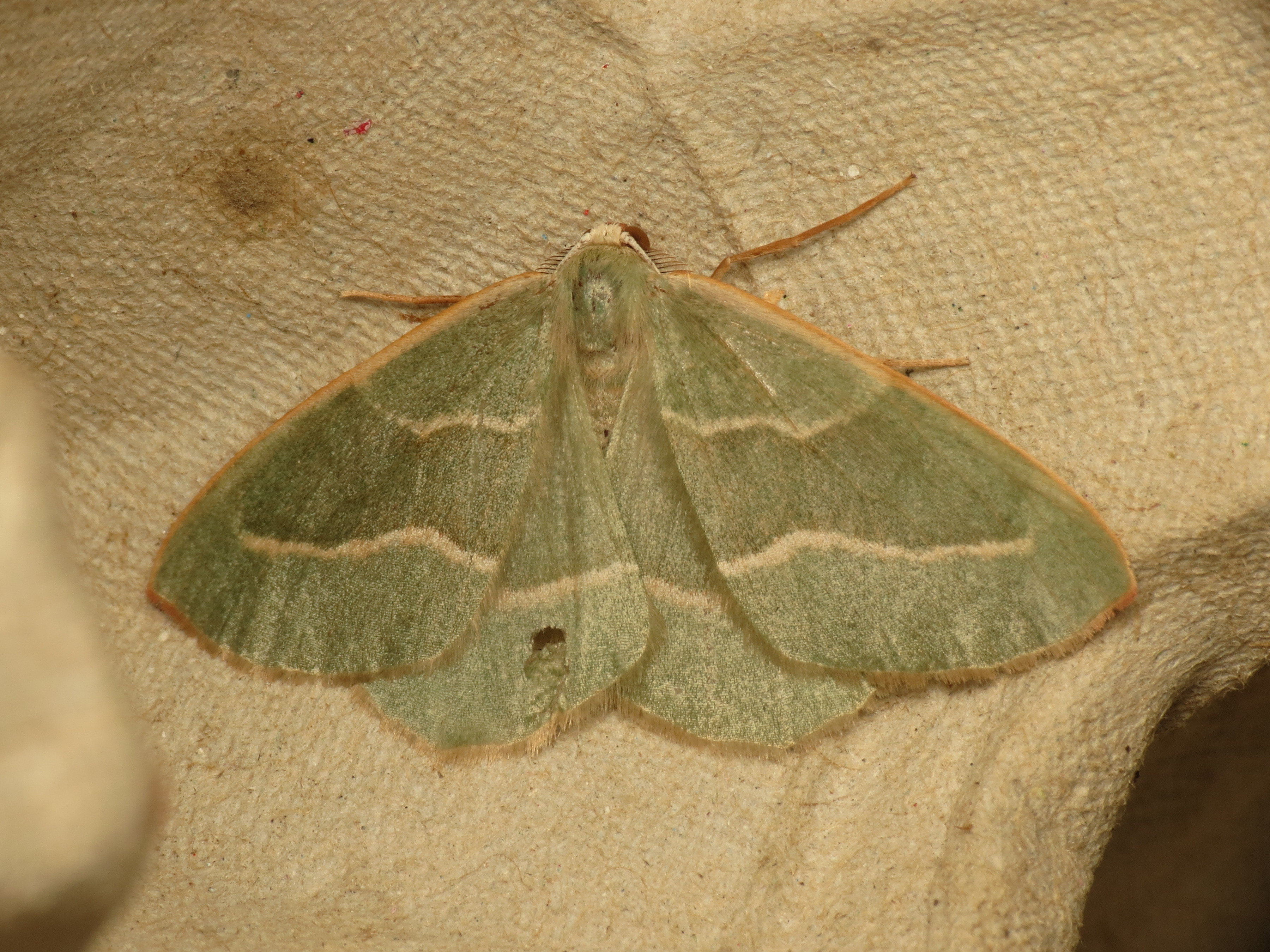
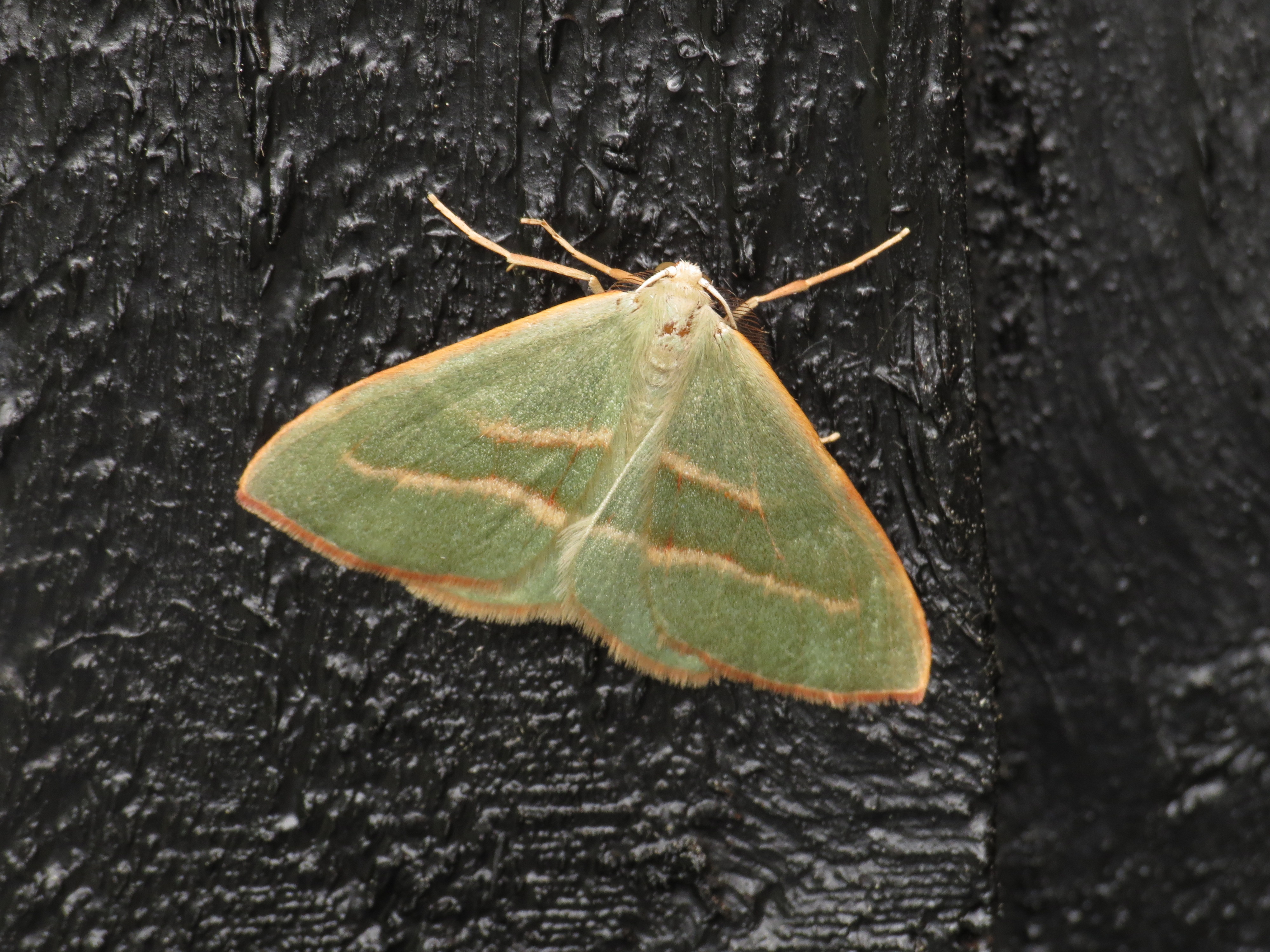
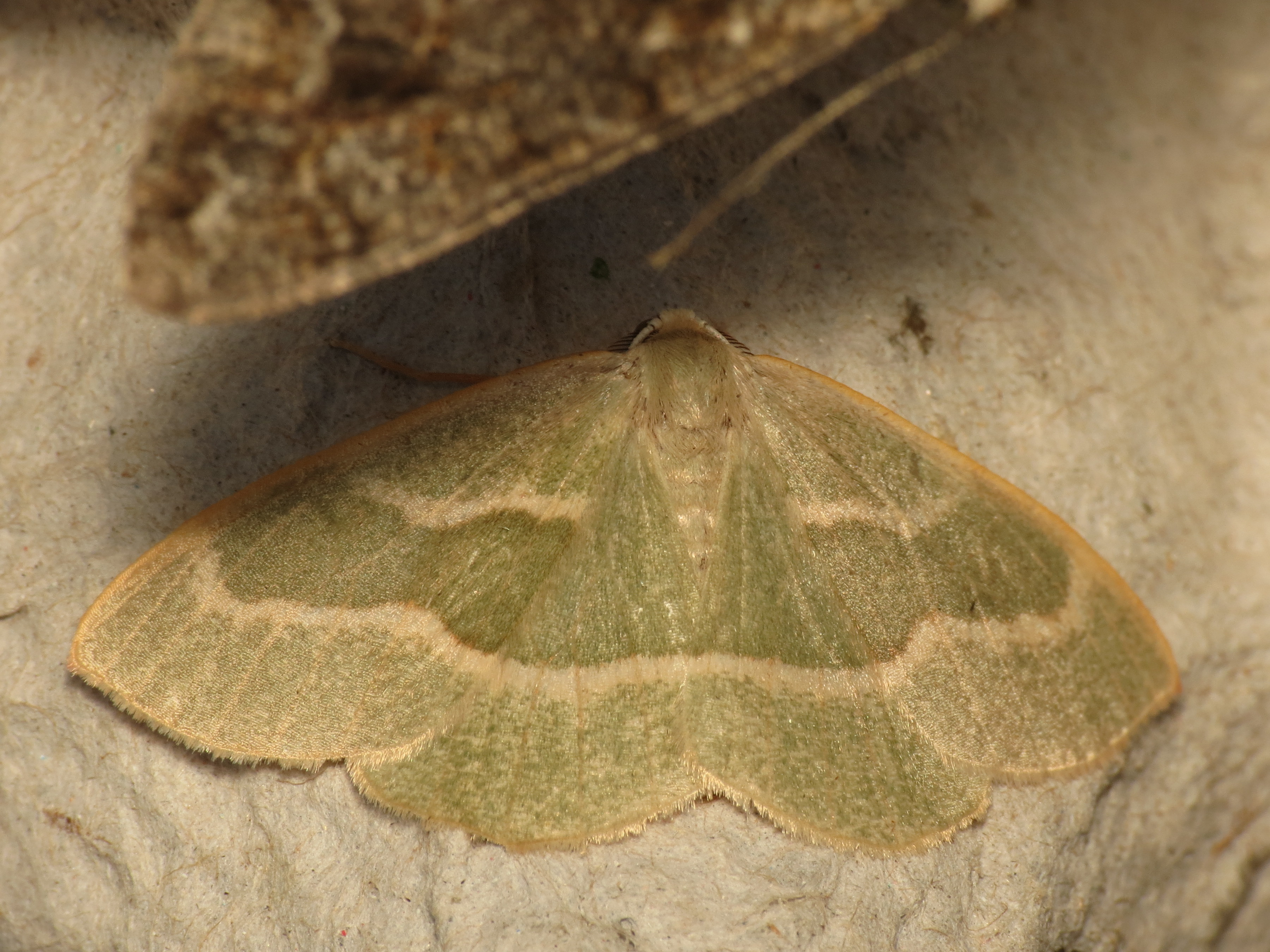
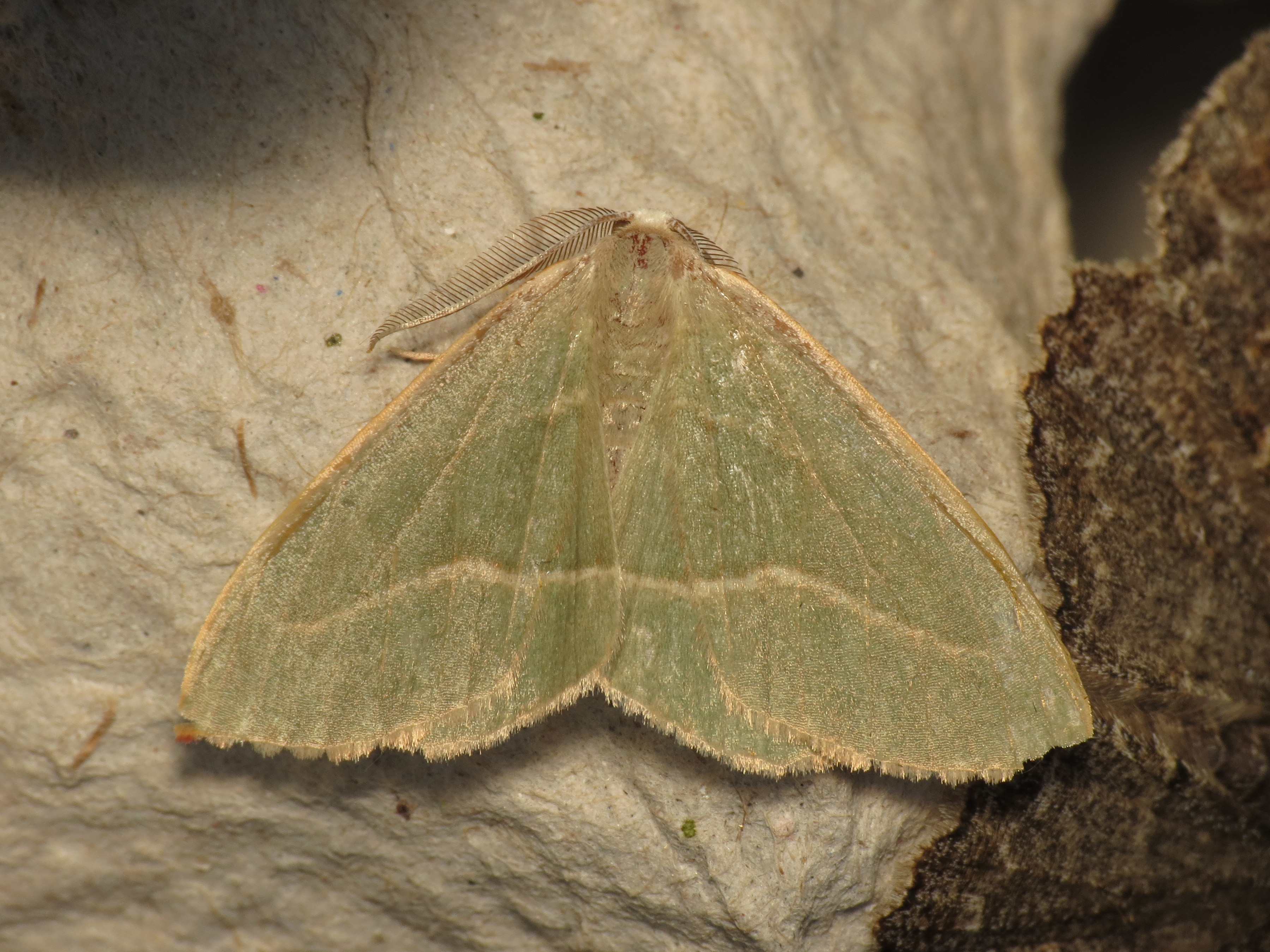
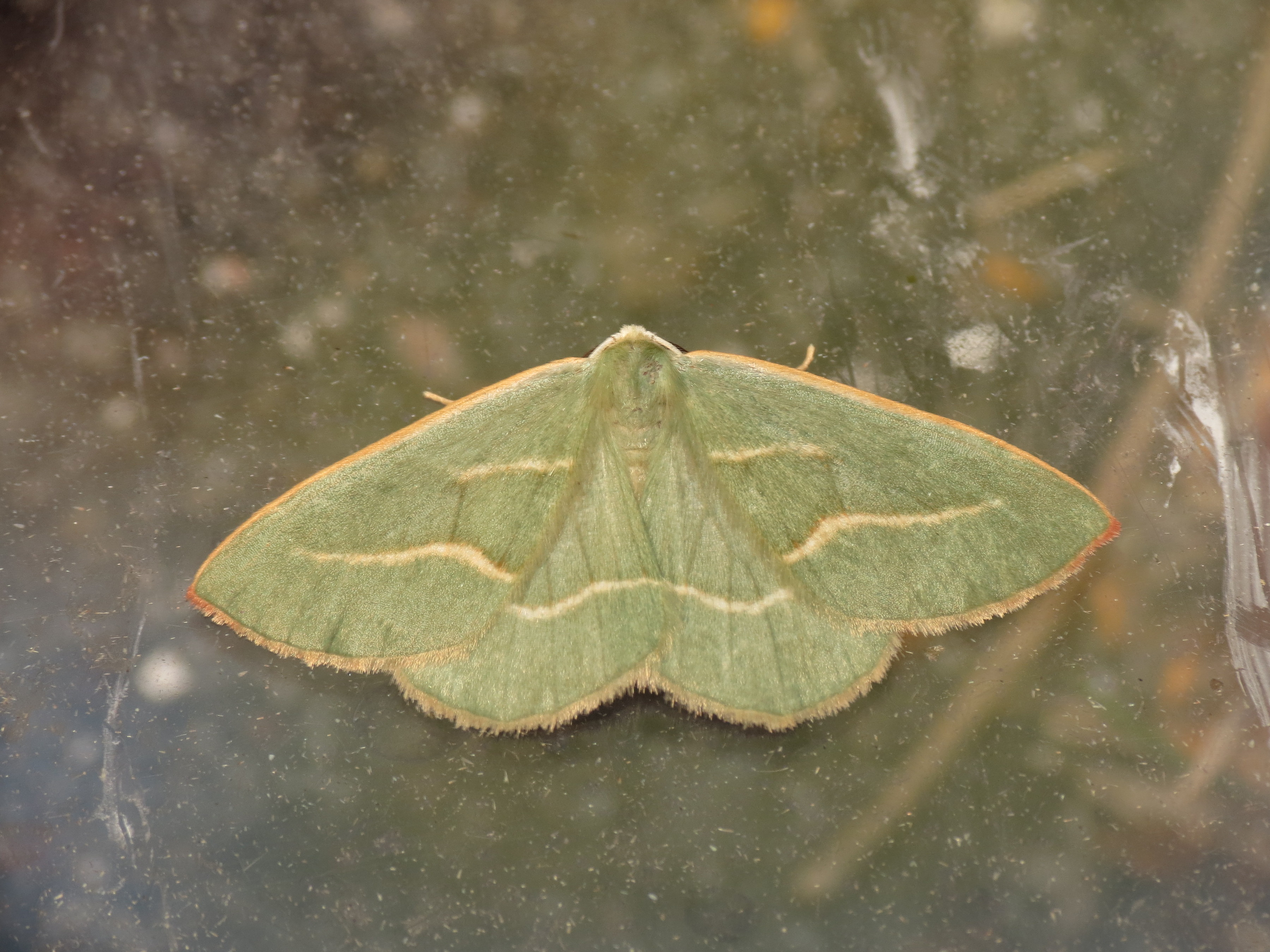
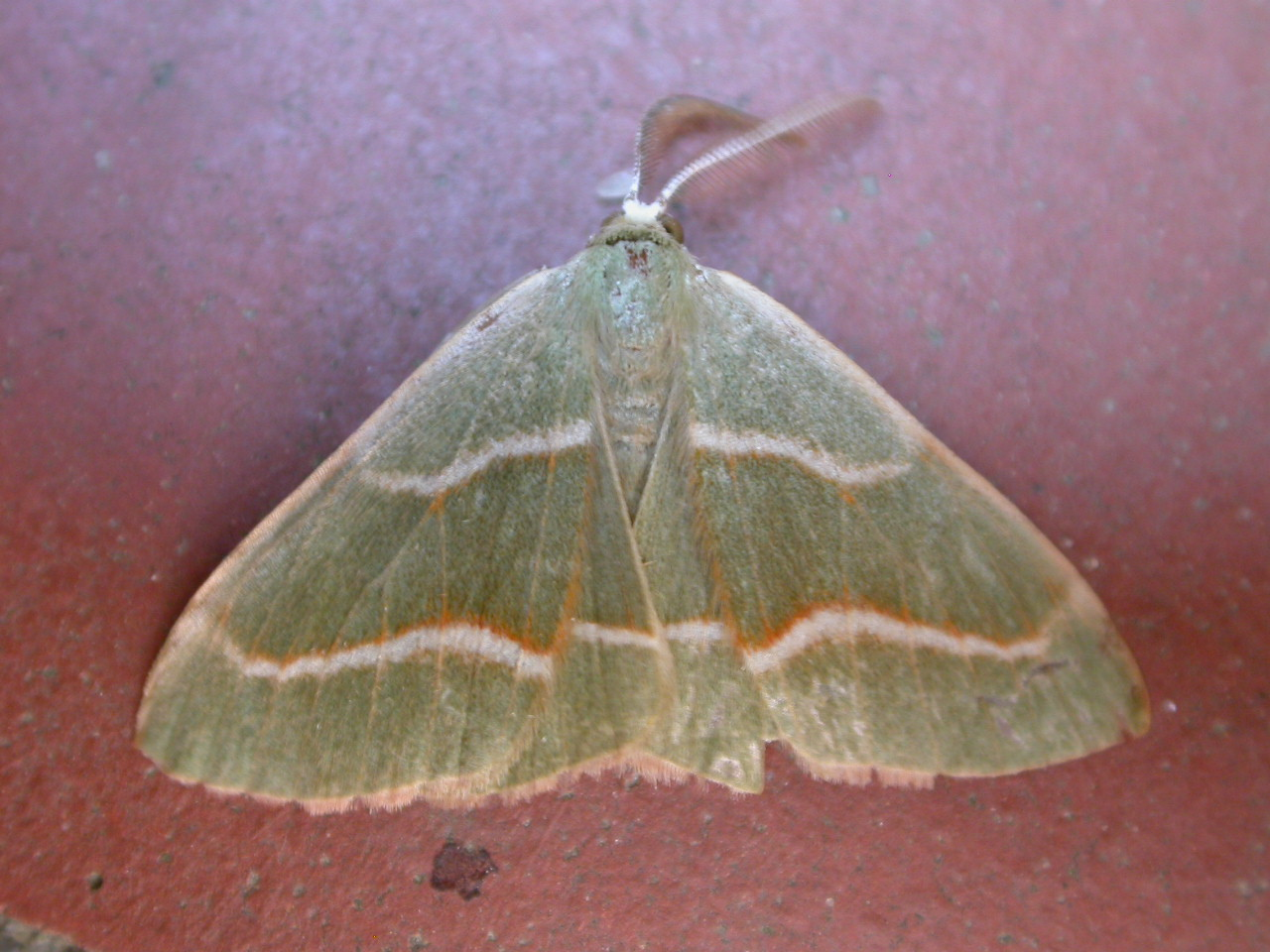

## Dottertaxa tillHylaea, i alfabetisk ordning[1][2]
- Hylaea anastomosaria
- Hylaea angustata
- Hylaea approximata
- Hylaea bada
- Hylaea biliosata
- Hylaea cedricola
- Hylaea cinereostrigaria
- Hylaea compararia
- Hylaea conjuncta
- Hylaea constricta
- Hylaea cumularia
- Hylaea extincta
- Hylaea fasciaria
- Hylaea flavella
- Hylaea grisearia
- Hylaea intermedia
- Hylaea intermediaria
- Hylaea interrupta
- Hylaea manitiaria
- Hylaea messene
- Hylaea munda
- Hylaea myandaria
- Hylaea neustriaria
- Hylaea ochracearia
- Hylaea ochrearia
- Hylaea pallescens
- Hylaea pardiria
- Hylaea pinicolaria
- Hylaea prasinaria
- Hylaea prosapiaria
- Hylaea punctillaria
- Hylaea reducta
- Hylaea rubronervat
- Hylaea rufofasciosa
- Hylaea rufostrigaria
- Hylaea silanaria
- Hylaea squalidaria
- Hylaea templadaria
- Hylaea unicolor
- Hylaea unifasciata
- Hylaea uniformis
- Hylaea viridifasciosa